# Lady Michel
Lady Michel, född 9 maj 2001 i Veracruz är en mexikansk fribrottare inom den mexikanska stilen lucha libre. Hon har främst brottats på den oberoende scenen i sydöstra Mexiko, men även brottats för World Wrestling Council i Puerto Rico tillsammans med Vanilla Vargas. Hon har även brottats sporadiskt för Consejo Mundial de Lucha Libre och tillhör deras skola.
Lady Michel gestaltar en tecnico, det vill säga en god karaktär, till skillnad från en rudo som är de onda. Hon brottas iförd en fribrottningsmask och hennes identitet är inte känd av allmänheten, vilket är vanligt inom lucha libre.